# Nannobrachium regale
Nannobrachium regale är en fiskart som först beskrevs av Gilbert 1892.  Nannobrachium regale ingår i släktet Nannobrachium och familjen prickfiskar. Inga underarter finns listade i Catalogue of Life.